# Kvetoslavov
Kvetoslavov (bis 1948 slowakisch „Úzor“; deutsch Austern, ungarisch Úszor) ist eine Gemeinde im Südwesten der Slowakei, mit 2110 Einwohnern (Stand 31. Dezember 2024). Administrativ liegt sie im Okres Dunajská Streda, der wiederum zum Bezirk Trnavský kraj gehört.

## Geographie

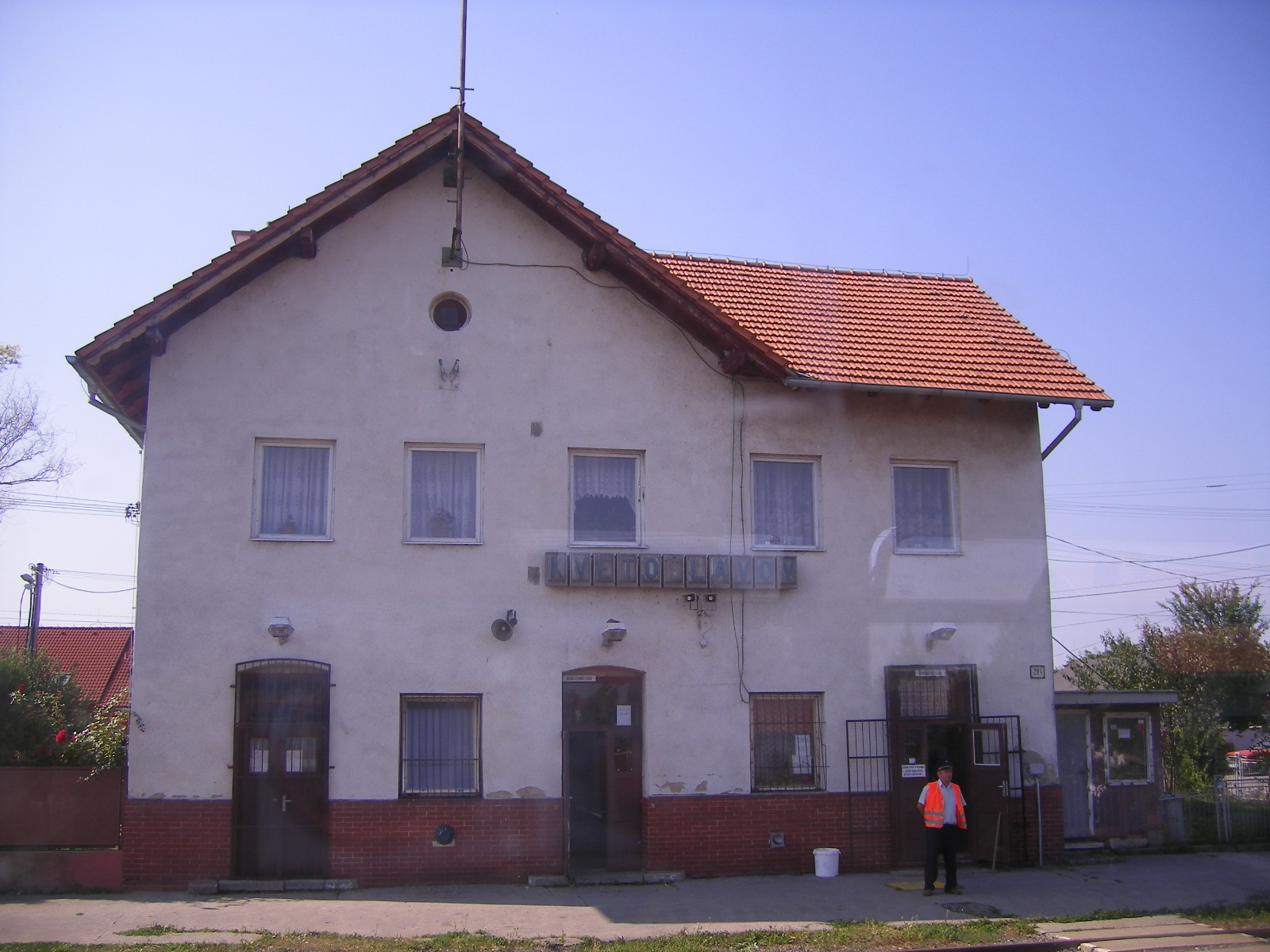
Bahnhof an der Bahnstrecke Bratislava–Komárno, in der Gemarkung Fakov

Die Gemeinde liegt am oberen Teil der Donau-Flussinsel Große Schüttinsel, die zum slowakischen Donautiefland gehört. Um die Gemeinde herum befinden sich fruchtbare Böden (Schwarzerde). Kvetoslavov ist fünf Kilometer von Šamorín und etwa 25 Kilometer von der Hauptstadt Bratislava entfernt.

## Geschichte
Auf dem Gemeindegebiet entdeckte man eine römisch-barbarische Siedlung. Der Ort erscheint zum ersten Mal 1230 in einer Urkunde als Uzor und bezieht sich wohl auf eine Familie, die sich noch vor der Zeit der Christianisierung niederließ. Im Mittelalter wurde dieser Name auch als Adelsprädikat benutzt. Der Ort wurde im 15. Jahrhundert von den Hussiten in Mitleidenschaft gezogen, ebenso wie im 17. und frühen 18. Jahrhundert von den Aufständischen gegen die Habsburger sowie den Türken. Bis ins 18. Jahrhundert war der Ort von deutschen Einwanderern besiedelt, die jedoch im Laufe der Zeit in der ungarischen Sprachgruppe aufgingen. Bedeutende Besitzer des Ortes waren die Familien Farkas (im 16. Jahrhundert), Forgách (im 17. Jahrhundert), Bittóo, Nassvady (im 18. Jahrhundert) und Pongrácz im 19. Jahrhundert.
Bis 1918 gehörte der Ort im Komitat Pressburg zum Königreich Ungarn und kam danach zur neu entstandenen Tschechoslowakei. 1938–45 lag er auf Grund des Ersten Wiener Schiedsspruchs noch einmal in Ungarn. 1948 wurde der Ortsname aus nationalpolitischen Gründen in Kvetoslavov umbenannt.

## Bevölkerung
| Jahr                | 1994 | 2004     | 2014     | 2024     |
| ------------------- | ---- | -------- | -------- | -------- |
| Anzahl der Personen | 748  | 858      | 1104     | 2110     |
| Unterschied         |      | +14,70 % | +28,67 % | +91,12 % |

| Jahr                | 2023 | 2024    |
| ------------------- | ---- | ------- |
| Anzahl der Personen | 2001 | 2110    |
| Unterschied         |      | +5,44 % |

Laut Volkszählung 2001 (822 Einwohner) ist die Mehrheit der Bevölkerung zwischen den Slowaken (46,6 %) und Magyaren (46 %) geteilt, mit einem kleinen Anteil von Tschechen (4,1 %). Konfessionell dominiert die römisch-katholische Kirche mit 60,6 %, gefolgt von Atheisten (17,3 %) und Evangelischen (6,6 %); 10,2 % der Bevölkerung machten keine Angaben.